# Tomares maroccanus
Tomares maroccanus är en fjärilsart som beskrevs av Zopp 1954. Tomares maroccanus ingår i släktet Tomares och familjen juvelvingar. Inga underarter finns listade i Catalogue of Life.